# Teodoro Maldonado Carbo
Teodoro Maldonado Carbo (Guayaquil, 6 de mayo de 1885  — Ib., 26 de mayo de 1961) fue un médico y político ecuatoriano.
Se lo considera como un referente importante de la medicina ecuatoriana por sus grandes avances en ese campo. Fue pionero de la medicina urológica en el Ecuador, maestro de varias generaciones de urólogos, e introdujo nuevas técnicas de cirugía gástrica, adiestró a cirujanos y a médicos en el Hospital General (hoy Luis Vernaza), representó al país varios certámenes, encuentros y convenciones de medicina y cirugía y le correspondió cambiar la estructura del principal centro hospitalario de Guayaquil.

## Biografía
Nació el 6 de mayo de 1885 en Guayaquil, hijo del Dr. Francisco Teodoro Maldonado Cora, presidente de la Corte Superior del Guayas, y de Ángela Primitiva Carbo de Maldonado, ilustre poetisa. Realizó sus estudios secundarios en el Colegio Nacional Vicente Rocafuerte y los superiores en la Universidad de Guayaquil, donde obtuvo el título de médico.
En su juventud se desempeñó como cirujano ayudante en la provincia de El Oro durante conflictos territoriales con Perú, por lo que recibió la medalla de oro del Concejo Cantonal de Guayaquil, en 1910. En 1913 se trasladó a París y fue jefe de un hospital de sangre durante la Primera Guerra Mundial.
Entre 1916 y 1918, dictó cursos de Cistoscopia y Ureteroscopia y fue Jefe de Clínica. El Gobierno de Francia le entregó la "Medalla del Reconocimiento" y escribió el capítulo V del 'Traite Chirurgial D' Urologie", obra maestra en su género, publicada en 1921 en París.
En 1957, la Medalla de la Legión de Honor en el Grado de Caballero.
En 1943 es electo diputado por las universidades del país. Asistió a la Cámara de Representantes y lo eligieron Presidente. Entonces el Gobernador del Guayas, Enrique Baquerizo Moreno, lo presentó a la Junta Suprema del Partido Liberal como precandidato a la presidencia de la República, pero finalmente escogieron a Miguel Ángel Albornoz. Era considerado uno de los hombres fuertes del arroyismo en el país. En 1947, fue elegido Senador por la provincia del Guayas. Ocupó la gobernación de Guayas entre 1957 y 1958.
En 1957, el gobierno de Francia le concedió la Medalla de la Legión de Honor en el Grado de Caballero por su trabajo entre 1916 y 1923.
En 1960, el partido Conservador le propone candidatearse para las elecciones de ese año como vicepresidente del ministro Gonzalo Cordero Crespo, pero rechaza por su edad y mala salud. Al poco tiempo, él mismo se diagnostica de cáncer al hígado. Viaja al Doctors Hospital de Nueva York para atenderse con el Dr. George Pack, pero no le dio resultados. Regresa a Guayaquil y fallece el 26 de mayo de 1961.